# Iris Eisenberger
Iris Eisenberger (* 6. Februar 1972 in Graz) ist eine österreichische Rechtswissenschaftlerin und Universitätsprofessorin. Eisenberger ist seit März 2022 Professorin am Institut für Innovation und Digitalisierung im Recht der Rechtswissenschaftlichen Fakultät der Universität Wien.

## Ausbildung
Iris Eisenberger studierte von 1990 bis 1996 Rechtswissenschaften an der Universität Graz (Mag. iur.). Im Zuge ihres Studiums verbrachte sie ein Auslandssemester an der spanischen Universität Valladolid und absolvierte einen Rechtsinformatiklehrgang an der Universität Graz. In den Jahren 2001 bis 2002 absolvierte sie, finanziert durch ein Chevening-Stipendium der britischen Regierung, ein Masterstudium in Politischer Theorie (M.Sc.) an der London School of Economics and Political Science. Sie promovierte (Dr. iur.) im Jahr 2004 an der Universität Graz mit einer Dissertation zum Thema Filmförderungsmaßnahmen im Spannungsverhältnis zwischen Gemeinschaftsrecht und innerstaatlichem Recht. An der Universität Wien habilitierte sich Iris Eisenberger im Jahr 2014 mit einer Habilitationsschrift zum Thema Innovation im Recht und erlangte damit die Lehrbefugnis für Verfassungsrecht, Verwaltungsrecht und die damit zusammenhängenden Bereiche des Europarechts.

## Beruflicher Werdegang
Noch während des Studiums arbeitete Iris Eisenberger von 1994 bis 1995 als freie Mitarbeiterin bei der Vertretung der Europäischen Kommission in Wien. Anschließend wurde sie 1995 parlamentarische Mitarbeiterin im Europäischen Parlament, ehe sie im Jahr 1996 als Vertragsassistentin an das Institut für Öffentliches Recht, Politikwissenschaft und Verwaltungslehre der Universität Graz zurückkehrte. In den Jahren 1999/2000 war Eisenberger im Verfassungsdienst des Bundeskanzleramts beschäftigt, 2000 wechselte sie an die Rechtswissenschaftliche Fakultät der Universität Wien, wo sie bis 2014 als Universitätsassistentin, ab 2015 als Assistenzprofessorin am Institut für Staats- und Verwaltungsrecht tätig war. Von 2007 bis 2010 forschte sie außerdem als Gastwissenschaftlerin am Europäischen Hochschulinstitut in Florenz, im Program on Science, Technology and Society an der Harvard University (gefördert durch ein Erwin Schrödinger Stipendium des FWF) und am Institut für Staatswissenschaft und Rechtsphilosophie an der Universität Freiburg.
Am 1. Jänner 2016 wurde sie als ordentliche Universitätsprofessorin für Rechtswissenschaften an die Universität für Bodenkultur Wien (BOKU) berufen, wo sie auch die Leitung des Instituts für Rechtswissenschaften am Department für Wirtschafts- und Sozialwissenschaften übernahm. Sie forschte und lehrte etwas mehr als vier Jahre lang an der BOKU. Mit 1. März 2020 übernahm sie als Nachfolgerin von Stefan Storr eine Professur für Öffentliches Recht und Europäisches Wirtschaftsrecht am Institut für Öffentliches Recht und Politikwissenschaft der Universität Graz. Mit 2. März 2022 wechselte Iris Eisenberger wiederum an die Universität Wien und übernahm dort eine Professur am Institut für Innovation und Digitalisierung.

## Forschungsschwerpunkte
Zu den Forschungsschwerpunkten von Iris Eisenberger zählen das Innovations- und Technologierecht, das Öffentliche Wirtschaftsrecht sowie der Schutz der Grund- und Menschenrechte.

## Veröffentlichungen (Auswahl)
- Innovation im Recht, Wien 2016, ISBN 978-3-7046-6981-0
- Die Maßnahmenbeschwerde, 2. Aufl., Wien 2016, ISBN 978-3-7046-7221-6 (gemeinsam mit Daniel Ennöckl und Wolfgang Helm)
- Legal and practical challenges in classifying nanomaterials according to regulatory definitions, Nature Nanotechnology 14/2019 (mit Martin Miernicki, Thilo Hofmann, Frank von der Kammer und Antonia Praetorius) 208–216, doi:10.1038/s41565-019-0396-z
- Bitcoin and the GDPR: Allocating responsibility in distributed networks, Computer Law & Security Review 35/2019 (mit Thomas Buocz, Tina Ehrke-Rabel und Elisabeth Hödl) 182–198, doi:10.1016/j.clsr.2018.12.003